# Philippe Rousselet
Pour les articles homonymes, voir Rousselet.
Philippe Rousselet, né en 1968 à Neuilly-sur-Seine, est un producteur français, connu en particulier pour avoir produit Les Femmes du 6e étage en 2010, mais aussi de Blanche, Papa et Les Parrains, avec la société Vendome Production.
En 2008, il a créé son propre studio de cinéma aux États-Unis, Vendôme Pictures. Il est le fils d'André Rousselet, fondateur de Canal+ et le frère de Nicolas Rousselet, patron du groupe G7.

## Filmographie sélective
- 1998 : Folle d'Elle de Jérôme Cornuau
- 2002 : Blanche de Bernie Bonvoisin
- 2005 : Les Parrains de Frédéric Forestier
- 2005 : Papa de Maurice Barthélemy
- 2005 : Lord of War (Le seigneur de la guerre) d'Andrew Niccol
- 2006 : Du jour au lendemain de Philippe Le Guay
- 2007 : La Clef de Guillaume Nicloux
- 2008 : Les Insoumis de Claude-Michel Rome
- 2010 : Les Femmes du 6e étage de Philippe Le Guay
- 2011 : Source Code de Duncan Jones
- 2011 : Il n'est jamais trop tard de Tom Hanks (producteur exécutif)
- 2012 : Paris-Manhattan de Sophie Lellouche
- 2012 : Les Saveurs du palais de Christian Vincent
- 2014 : La Famille Bélier d'Éric Lartigau
- 2016 : Bastille Day de James Watkins (coproducteur)
- 2016 : Tout pour être heureux de Cyril Gelblat
- 2017 : L'Un dans l'autre de Bruno Chiche
- 2017 : Seven sisters
- 2020 : Le Prince oublié de Michel Hazanavicius
- 2021 : Coda de Sian Heder (coproducteur)
- 2021 : On est fait pour s'entendre de Pascal Elbé
- 2021 : Adieu monsieur Haffmann de Fred Cavayé
- 2022 : Maestro(s) de Bruno Chiche
- 2022 : Un petit miracle de Sophie Boudre
- 2023 : Veuillez nous excuser pour la gêne occasionnée d'Olivier Van Hoofstadt
- 2024 : Les Chèvres ! de Fred Cavayé
- 2024 : Prodigieuses de Frédéric et Valentin Potier
- 2025 : L'Affaire de l'esclave Furcy d'Abd al Malik

## Distinction

### Récompense
- Oscars 2022 : Meilleur film pour Coda